# Androctonus
Androctonus – rodzaj skorpionów z rodziny Buthidae.

## Występowanie
Skorpiony z tego rodzaju występują w półpustynnych i pustynnych regionach Bliskiego Wschodu i Afryki Północnej i Zachodniej (Maroko, Algieria, Tunezja, Libia, Egipt, Togo, Izrael, Autonomia Palestyńska, Indie, Liban, Turcja, Jordania, Arabia Saudyjska, Jemen, Oman, Zjednoczone Emiraty Arabskie, Katar, Kuwejt, Irak, Iran, Afganistan, Bahrajn, Pakistan). Ich jad zawiera szczególnie silne neurotoksyny. Ukąszenia skorpionów z tego rodzaju są przyczyną szeregu wypadków śmiertelnych każdego roku.

## Taksonomia
Taksonomia rodzaju ulega wciąż przepracowaniom, źródła raczej nie są zgodne, jeśli chodzi o liczbę gatunków.
- Androctonus afghanus (Lourenço & Qi, 2006)
- Androctonus aleksandrplotkini (Lourenço & Qi, 2007)
- Androctonus amoreuxi (Audouin, 1826)
- Androctonus australis (Linnaeus, 1758)
- Androctonus baluchicus (Pocock, 1900)
- Androctonus bicolor (Ehrenberg, 1828)
- Androctonus crassicauda (Olivier, 1807)
- Androctonus dekeyseri (Lourenço, 2005)
- Androctonus eburneus (Pallary, 1928)
- Androctonus finitimus (Pocock, 1897)
- Androctonus gonneti (Vachon, 1948)
- Androctonus hoggarensis (Pallary, 1929)
- Androctonus liouvillei (Pallary, 1924)
- Androctonus maelfaiti (Lourenço, 2005)
- Androctonus mauritanicus (Pocock, 1902)
- Androctonus maroccanus (Lourenço, Ythier & Leguin, 2009)
- Androctonus sergenti (Vachon, 1948)
- Androctonus tenuissimus Teruel, Kovařík et Turiel, 2013[3]
- Androctonus togolensis (Lourenço, 2008)